# مقاطعة هوت سبرينغ (أركنساس)
مقاطعة هوت سبرينغ (بالإنجليزية: Hot Spring County)‏ هي إحدى مقاطعات ولاية أركنساس في الولايات المتحدة الأمريكية.